# 劉景星
劉景星（1423年—？），字景升，福建福州府侯官县人，明朝政治人物。

## 生平
正統十二年（1447年），劉景星舉福建丁卯科乡试。正統十三年（1448年）联捷戊辰科進士，授主事。

## 家族
祖父劉贄。父劉永綱，曾任浮梁縣學教諭。